# Pawan Kalyan
Konidela Kalyan Babu (2 de septiembre de 1971, Hyderabad), conocido artísticamente como Pawan Kalyan (Telugu: పవన్ కళ్యాన్), es un actor, director, guionista, coreógrafo, cantante y productor indio. Debutó en 1996 junto a Ammayi Akkada Ikkada Abbayi y luego pasó a protagonizar películas taquilleras como Suswagatham, Prema Tholi, Thammudu, Badri, Khushi, Jalsa y Theenmaar.

## Biografía
Pawan Kalyan es hijo de Konidela Venkat y Anjana Devi. Es uno de los hermanos menores de Chiranjeevi, un prominente actor, político en Andhra Pradesh, y productor de la película Nagendra Babu. Después de su divorcio con su cónyuge, Nandini, Pawan Kalyan estuvo casado con Renu Desai, actriz que protagonizó junto a él en la película Badri. Esta pareja tuvo dos hijos, un hijo llamado Akira Nandan nacido en 2004, y una niña llamada Aadhya nacida en 2010. Pawan Kalyan ha sido considerado como el director favorito comparándolo con Akira Kurosawa y por lo tanto, así bautizó a su hijo Akira. Su esposa, Renu Desai, aparte de ser actriz también es diseñadora de vestuario para películas.

## Filmografía

### Como actor
| Año  | Películas                  | Personaje                            | Notas              |
| ---- | -------------------------- | ------------------------------------ | ------------------ |
| 1996 | Akkada Abbai Ikkada Ammayi | Kalyan                               |                    |
| 1997 | Gokulamlo Seetha           | Pawan                                |                    |
| 1998 | Suswagatham                | Ganesh                               |                    |
| 1998 | Tholi Prema                | Balu                                 |                    |
| 1999 | Thammudu                   | Subhash, Subbu                       |                    |
| 2000 | Badri                      | Badri, Badrinath                     |                    |
| 2001 | Khushi                     | Siddu, Sidhartha Roy                 |                    |
| 2003 | Johnny                     | Johnny                               | Also director      |
| 2004 | Shankar Dada MBBS          |                                      | Special appearance |
| 2004 | Gudumba Shankar            | Shankar dhikshitlu, Kalyanji Anandji |                    |
| 2005 | Balu ABCDEFG               | Balu, Ghani                          |                    |
| 2006 | Bangaram                   | Bangaram                             |                    |
| 2006 | Annavaram                  | Annavaram(Pothu Raju)                |                    |
| 2007 | Shankardada Zindabad       | Suresh                               | Special appearance |
| 2008 | Jalsa                      | Sanjay Sahu                          |                    |
| 2010 | Puli                       | Komaram Puli                         |                    |
| 2011 | Theenmaar                  | Arjun Palwai, Michael Velayudham     |                    |
| 2011 | Panjaa                     | Jai                                  | Post-Production    |
| 2012 | Prince of Peace            |                                      | Filming            |
| 2012 | Gabbar Singh               | Gabbar Singh                         | Filming            |

### coreógrafo de actuación
| Año  | Película        | Notas             |
| ---- | --------------- | ----------------- |
| 1999 | Thammudu        |                   |
| 2000 | Badri           |                   |
| 2001 | Khushi          |                   |
| 2001 | Daddy           | Only one sequence |
| 2003 | Johnny          |                   |
| 2004 | Gudumba Shankar |                   |
| 2011 | Theenmaar       | Pre Climax fight  |

### Producción de cato
| Año  | Película        | Canción                                     |
| ---- | --------------- | ------------------------------------------- |
| 1999 | Thammudu        | "Thadi settu ekkalevu", Bit Song            |
| 2003 | Johnny          | "Nuvvu Sara Taguta", "Ravoyi Maa Countryki" |
| 2004 | Gudumba Shankar | "Killi Killi"                               |
| 2011 | Panjaa          | "Paparaayudu"                               |

### Coreografía / Visualización canciones
| Año  | Película        | Canciones                                               |
| 1999 | Thammudu        | All songs except " Made in Andhra" and "Kala Kalalu"    |
| 2000 | Badri           | "Bangala Kathamulo","I am an Indian" and "Yeh Chikitha" |
| 2001 | Khushi          | All songs except "Ammaye Sanaga" and " Gajja Gallu"     |
| 2003 | Johnny          | All songs                                               |
| 2004 | Gudumba Shankar | All songs                                               |
| 2006 | Annavaram       | "Neevalle Neevalle"                                     |